# Shamokin (Pennsylvanie)
Shamokin est un borough situé au sud-est du comté de Northumberland, en Pennsylvanie, aux États-Unis,. En 2010, il comptait une population de 7 374 habitants, estimée au 1er juillet 2020 à 7 092 habitants. La ville est incorporée le 1er janvier 1950.

## Démographie
Lors du recensement de 2010, le borough comptait une population de 7 374 habitants. Elle est estimée, en 2020, à 7 092 habitants.

### Source de la traduction
- (en) Cet article est partiellement ou en totalité issu de l’article de Wikipédia en anglais intitulé « Shamokin, Pennsylvania » (voir la liste des auteurs).